# Epifauna
De epifauna ('dieren bovenop') is in de biologie de naam voor in het zoute of zoete water levende dieren die geassocieerd zijn met een harde ondergrond. Veel tot de epifauna behorende dieren hebben een vastzittende levenswijze. Dit gaat echter niet voor alle epifauna op. Rotsbewonende grazende slakken zoals de gewone alikruik (Littorina littorea) behoren eveneens tot de epifauna. 
Een vastzittende levenswijze kan bestaan uit een leven in vaak zelf geboorde gaten, zoals bij de witte boormossel (Barnea candida) en de paalworm (Teredo navalis) het geval is, maar kan ook betekenen dat het dier zich door cementatie heeft vastgehecht aan de ondergrond. Het paardenzadel (Anomia ephippium) en zeepokken uit de orde Balanomorpha zijn daar voorbeelden van. Bij schelpdieren komt aanhechting door byssusdraden veel voor, zoals bijvoorbeeld bij de  gewone mossel (Mytilus edulis).
Epifauna staat min of meer tegenover infauna.